# NRBQ
NRBQ ist eine US-amerikanische Rockband, die 1967 gegründet wurde. Sie ist bekannt für Live-Auftritte, die durch ein hohes Maß an Spontaneität und Leichtigkeit geprägt sind. Ihr Stil ist von Rock, Pop und dem Jazz der 1950er und 1960er Jahre beeinflusst. Die bekannteste Besetzung der Band ist das Quartett der Jahre 1974 bis 1994, bestehend aus dem Keyboarder Terry Adams, Bassist Joey Spampinato, Gitarrist Al Anderson und Schlagzeuger Tom Ardolino.

## Name
Die Abkürzung NRBQ steht für New Rhythm and Blues-Quartett (ursprünglich Quintet), wobei ein Artikel im Creem-Magazin eine andere Bedeutung vorschlug: „Nothing Really Beats Quality“ (sinngemäß: „Nichts kann Qualität wirklich schlagen.“).

## Stil und Umfeld
Die Musik der Band ist eine ausgelassene Mischung aus jeder Art treibendem, von Rockabilly über von den Beatles geprägten Pop bis hin zu Jazz im Stile des Pianisten Thelonious Monk. Zu den Fans der Band gehören unter anderem Bob Dylan, Paul McCartney, Elvis Costello, Keith Richards, Penn and Teller und Steve Sweney. NRBQ-Lieder haben Musiker wie Bonnie Raitt, Los Lobos und Dave Edmunds und viele andere zu Coverversionen inspiriert. Darüber hinaus waren NRBQ die inoffizielle Hausband für Die Simpsons in den Staffeln 10 bis 12, deren Haupt-Drehbuchautor und Produktionsleiter der NRBQ-Fan Mike Scully war. Mehrere Lieder der Band waren zu hören, und darüber hinaus traten die Mitglieder selbst in animierter Form bei den Simpsons auf. So sieht man die Band im Abspann der Episode Der Kampf um Marge (Take My Wife, Sleaze), wie sie die Titelmelodie spielt. Auch in Spielfilmen haben die Bandmitglieder mitgewirkt, darunter 28 Tage und Zombie 2 (Day of the Dead), in dem die Band Zombies darstellte.
Die Anhängerschaft von NRBQ hat sich über viele Jahre durch die Konzerte gebildet. Die Band spielt nie ein vorab festgelegtes Programm, neben eigenen Kompositionen sind zahlreiche Coverversionen im Repertoire; die Band erfüllt zudem Wünsche aus dem Publikum.
Charts-Erfolge hat die Band so gut wie keine vorzuweisen, in der fast vierzigjährigen Karriere gelang lediglich 1974 mit dem Titel Get that Gasoline Blues eine Positionierung (Platz 70) in den Billboard Hot 100. Immer wieder haben NRBQ Plattenverträge bei großen Plattenfirmen unterzeichnet, die nach ein oder zwei Alben wegen schlechter Verkäufe beendet wurden. Weder ihre zahlreichen Fans noch der exzentrische Humor der Band vermochten das kommerzielle Potenzial zu steigern. Im Laufe der Jahre trat die Gruppe auf Festivals in Schlafanzügen auf, heuerte den Wrestler „Captain“ Lou Albano als Manager an (dem zu Ehren sie ein Lied komponierten), und „explodierte“ auf der Bühne.

## Geschichte

### Die Anfänge
NRBQ ist 1967 in Miami (Florida) von den Mitgliedern aufgelöster Bands gegründet worden. Gründungsmitglieder waren Keyboarder Terry Adams, Gitarrist Steve Ferguson, Sänger Frank Gadler, Schlagzeuger Tom Staley und Bassist Joey Spampinato. Neben ihren instrumentalen Fähigkeiten traten alle Bandmitglieder zu verschiedenen Zeiten auch als Sänger in Erscheinung. Die Gruppe zog in den Nordosten der USA, lebte für eine Weile in Park Slope, einem Stadtteil von Brooklyn und gewann in den dortigen Clubs Aufmerksamkeit. Im Frühjahr 1969 waren sie die Vorgruppe für eine Veranstaltung im Fillmore East, wo der zweite Act Joe Cocker war (im Programmheft hieß es, dass „… seine Version von With a Little Help from My Friends ein kleiner Erfolg in den USA“ gewesen sei). Der Hauptact war die Jeff Beck Group mit ihrem damaligen Sänger Rod Stewart.
NRBQ unterschrieben 1969 bei Columbia Records einen Plattenvertrag und veröffentlichten im selben Jahr das Debüt-Album NRBQ. Darauf finden sich neben Coverversionen – unter anderem Lieder von Eddie Cochran und Sun Ra – eine Reihe von stilistisch ähnlich breit gefächerten Eigenkompositionen. Im folgenden Jahr spielte die Gruppe mit Rockabilly-Legende Carl Perkins auf dem Album Boppin’ the Blues.

### „The Q“: Adams – Anderson – Ardolino – Spampinato
Noch bevor NRBQ die Aufnahmen zu ihrem dritten Album beenden konnten, stieg Columbia wegen ausbleibender Chart-Erfolge aus dem Vertrag aus. In den folgenden drei Jahren erlebte die Band zahlreiche Umbesetzungen. Ferguson stieg aus und wurde für ein Jahr von Ken Sheehan ersetzt, ebenso gingen Gadler und Staley. Schließlich kamen zwei neue Mitglieder, die für viele Jahre zur festen Besetzung gehörten: Gitarrist und Sänger Al Anderson, vorher bei den Wildweeds, die mit dem Song No Good to Cry regional in Connecticut und Massachusetts bekannt geworden waren, und Schlagzeuger Tom Ardolino. Ardolino war bereits Fan der Band und stand mit Terry Adams in Kontakt (unter anderem, um selbst aufgenommene Mixtapes zu tauschen). Eines Nachts, als Staley zu krank war, um eine Zugabe zu geben, soll Adams Ardolino gebeten haben, als Schlagzeuger auszuhelfen. Ardolino soll derart gut gespielt haben, dass Al Anderson den Wechsel nicht bemerkte, bis er während der Zugabe wieder einen Blick auf seine Mitmusiker geworfen habe. Als Staley sich später entschloss, die Band zu verlassen, war die Entscheidung für Ardolino naheliegend. Das Quartett mit Adams, Spampinato, Anderson und Ardolino bestand länger als jede andere Besetzung der Band (1974 bis 1994); es wurde oft durch die Whole Wheat Horns, bestehend aus dem Tenorsaxofonisten Keith Frühling und dem Posaunisten Donn Adams (Terry Adams’ älterem Bruder) ergänzt.

### Die 1970er:Ridin’ in My Car
1977 veröffentlichten NRBQ die Single Ridin’ in My Car vom Album All Hopped Up. 'Das Stück war ursprünglich auf Al Andersons erstem Album mit den Wildweeds veröffentlicht worden und festigte Andersons Status als Singer-Songwriter. Häufig vertonte er melancholische Rückblicke auf Sommer-Erlebnisse. Ridin’ in My Car wurde nie ein landesweiter Hit, aber der Song blieb immer im Konzert-Repertoire der Band.
Ein anderes Stück, das exemplarisch für den NRBQ-Sound auf deren Album Scraps steht, ist Howard Johnson’s Got His Ho-Jo Workin’. Das Lied wurde häufig von den Radiostationen in Massachusetts und Connecticut gespielt, jedoch gelang auch damit nicht ein landesweiter Durchbruch in den USA. Dennoch vermutete Mercury Records genug kommerzielles Potenzial, um den Titel für das Nachfolgealbum At Yankee Stadium zu lizenzieren. Während die erste Version von At Yankee Stadium den Titel enthält, entschied Mercury Records, den Lizenz-Vertrag nicht zu verlängern, so dass die folgenden Pressungen ohne den Song erschienen.
Während der 1970er und frühen 1980er Jahre veröffentlichten NRBQ ihre Alben meist bei Rounder Records oder dem eigenen Musiklabel Red Rooster Records. Die Band erwarb sich vor allem mit ihren unberechenbaren Konzerte einen guten Ruf. Ein fester Programmpunkt der Live-Shows war damals die Magic Box, eine geheimnisvoll bemalte Kiste, in die Fans Papierschnipsel mit Musikwünschen einwerfen konnten. Die Band spielte dann, was aus der Magic Box gezogen wurde. So kam es zu Coverversionen von Caroline No von den Beach Boys oder zu einer disharmonischen Interpretation des Weihnachtsliedes Jingle Bells. Wenn die Band den gezogenen Titel nicht kannte, improvisierte sie in der Regel über ein spontanes disharmonisches musikalisches Motiv und fügte im Laufe dessen die Hookline des gewünschten Titels an irgendeiner Stelle ein.

### Die 1980er:Grooves in Orbit
Die Band bekam 1983 einen weiteren Major-Vertrag mit der Veröffentlichung von Grooves in Orbit auf Bearsville Records. Jedoch entwickelte sich eine Fehde zwischen der Gruppe und dem Labelbetreiber Albert Grossman, der sich weigerte, die Band aus ihrem Vertrag zu entlassen. Daher konnten NRBQ bis zum Tod Grossmans 1986 mehrere Jahre weder neue Platten veröffentlichen noch bei einem anderen Label unterzeichnen. In dieser Zeit war es NRBQ allerdings erlaubt, ihr Archivmaterial auf eigenem Label herauszubringen.
Befreit vom Bearsville-Vertrag unterzeichnete die Band anschließend bei Virgin Records. Mit Wild Weekend erreichte NRBQ erstmals seit ihrem Debüt eine Platzierung in den Album-Charts. Aber Virgin reichte dieser Erfolg nicht aus, um den Vertrag zu verlängern.

### Die 1990er:You’re Nice People You Are
Anfang der 1990er gab es mehrere Auftritte von NRBQ-Mitgliedern auf Alben von Keith Richards, Chuck Berry und Johnnie Johnson.
Die langjährige Besetzung der Band wechselte 1994, als Al Anderson ausstieg, um seine Karriere als Songwriter in Nashville (Tennessee) weiterzuführen. Johnny Spampinato, der jüngeren Bruder Joey Spampinatos, ein Mitglied der Incredible Casuals, sprang für ihn ein. Die Aufnahmen und Konzerte der Band wurden unvermindert fortgesetzt, einschließlich You’re Nice People You Are (1997), einem Album speziell für Kinder, sowie der Gründung ihres neuen Labels Edisun Records.

### Seit 2000: Jubiläen und Soloprojekte
Am 30. April und 1. Mai 2004 feierte die Gruppe ihr 35-jähriges Bestehen mit Konzerten im Calvin Theater in Northampton (Massachusetts). An der Show wirkten alle aktuellen und früheren Mitglieder der Band mit, darunter Ferguson, Gadler, Staley, Sheehan und Anderson.
Gegen Ende 2004 legten NRBQ eine Pause ein. Das Gerücht verbreitete sich, dass Adams unter einer schweren Sehnenentzündung seiner Hände litt. Während dieser Zeit firmierten Ardolino und die Spampinato-Brüder als Baby Macaroni; zu Beginn ihrer Laufbahn, als die Band noch einen Namen suchte, trat sie bereits unter diesem Namen auf. Weitere nun verwendete Namen waren Billy the Kid und The Marlboro Men. Nach einigen Monaten ging es Adams besser, so dass er mit dem ehemaligen Schlagzeuger Staley und der japanischen Rockabilly-Gruppe Hot Shots auf Tournee gehen konnte.
Im Juni 2006 veröffentlichten Adams und Ferguson ihr Album Louisville Sluggers (mit Ardolino am Schlagzeug, Pete Toigo am Bass sowie weiteren Musikern). Sie gaben damit einige Live-Shows in den USA und Japan als The Terry Adams-Steve Ferguson Quartet und Rock & Roll Summit Meeting. Im September 2006, bei einem Auftritt in Bob Brainens Show auf WFMU, erklärte Adams die damals bereits fast zweijährige Pause von NRBQ damit, dass „einige Mitglieder“ der Gruppe „andere Prioritäten“ hätten als er. Er betonte, dass die Fans das Adams-Ferguson-Quartett nicht als Ersatz für NRBQ sehen sollten, war aber auch nicht gewillt, die neue Band als Nebenprojekt zu bezeichnen.
Ebenfalls im September 2006 wurde das SpongeBob-Schwammkopf-Album The Best Day Ever veröffentlicht. Es enthielt Musik aller vier NRBQ-Mitglieder sowie von Al Anderson. Diese Sammlung von Songs, die vom Pop-Rock der 1960er Jahre beeinflusst waren, wurde von Andy Paley und dem Synchronsprecher von Spongebob, Tom Kenny, geschrieben und von Paley produziert. Ebenfalls beteiligt waren die Musiker Brian Wilson, Tommy Ramone, James Burton, Flaco Jiménez und der DJ Jerry Blavat aus Philadelphia.
Am 27. und 28. April 2007 gaben NRBQ erstmals seit 2004 wieder einige Konzerte, anlässlich ihres 38. Jahrestags in Northampton. Daran beteiligt waren sowohl Al Anderson als auch Johnny Spampinato, die Whole Wheat Horns (Donn Adams und Jim Bob Hoke), John Sebastian als unangekündigter Gast, der ursprüngliche NRBQ-Schlagzeuger Tom Staley sowie Klem Klimek, Saxofonist und langjähriger Begleiter der Band. Das Management kündigte an, eine jährliche Veranstaltung planen, zumindest für die nächsten zwei Jahre, bis die Band 2009 den 40. Jahrestag feiern würde. Terry Adams sagte jedoch in einem Interview in Michael Shelleys Radioshow vom 11. August 2007 auf WFMU, diese Aussage sei ohne Rücksprache mit der Band getroffen worden.
2007 veröffentlichte Terry Adams ein Soloalbum mit dem Titel Rhythm Spell. Auf der NRBQ-Homepage veröffentlichte er Tourdaten seiner neuen Band Terry Adams Rock and Roll Quartet für das Jahr 2008 und informierte über weitere seiner Solo-Aktivitäten.
Um 2008 erkrankte der ursprüngliche Gitarrist Steve Ferguson an Lungenkrebs. Während es im Frühjahr 2009 hieß, dass er zu schwach zum Reisen wäre, wurde am 26. Juni 2009 berichtet, er werde in Northampton für ein dreitägiges Event, „mit vielen seiner alten Kumpels noch einmal live spielen“. Dabei waren Al Anderson, Joey Spampinato, Johnny Spampinato und Frank Gadler.
In einem Radio-Interview äußerte Terry Adams, dass er von diesen Shows gehört habe, aber nicht eingeladen worden sei. Er fuhr fort, dass es möglicherweise eine NRBQ-Reunion geben werde, woraus geschlossen werden muss, dass die Band sich zwischenzeitlich aufgelöst hatte, ohne dieses jedoch bekanntzugeben.
Ferguson starb am 7. Oktober 2009.
Tom Ardolino starb am 6. Januar 2012.

## Diskografie
- NRBQ (Columbia) 1969
- Boppin’ the Blues (mit Carl Perkins) (Columbia) 1970
- Scraps (Kama Sutra) 1972
- Workshop (Kama Sutra) 1973
- All Hopped Up (Red Rooster) 1977
- At Yankee Stadium (Mercury) 1978
- Kick Me Hard (Red Rooster/Rounder) 1979
- Tiddly Winks (Rounder/Red Rooster) 1980
- Grooves in Orbit (Bearsville) 1983
- Tapdancin’ Bats (Rounder/Red Rooster) 1983
- She Sings, They Play (mit Skeeter Davis) (Rounder/Red Rooster) 1985
- Lou and the Q (mit „Captain“ Lou Albano) (Rounder/Red Rooster) 1986
- RC Cola and a Moon Pie (Rounder/Red Rooster) 1986
- Christmas Wish EP (Red Rooster) 1986
- Uncommon Denominators (Compilation der Rounder-Jahre, 1972 bis 1984) (Rounder) 1987
- God Bless Us All (live album) (Rounder) 1987
- Diggin’ Uncle Q (live album) (Rounder) 1988
- Kick Me Hard – the Deluxe Edition (Wiederveröffentlichung mit acht Bonus-Titeln) (Rounder) 1989
- Wild Weekend (Virgin) 1989
- Peek-A-Boo (Compilation mehrerer Labels mit Titeln der Jahre 1969 bis 1989) (Rhino) 1990
- Honest Dollar (Livecompilation) (Rykodisc) 1992
- Stay with We (Compilation der Columbia-Jahre mit bis dahin unveröffentlichten Titeln) (Columbia/Legacy) 1993
- Message for the Mess Age (Rhino) 1994
- Tokyo (Live-Album) (Rounder) 1996
- You’re Nice People You Are (Rounder) 1997
- Tapdancin’ Bats – The Anniversary Edition (Wiederveröffentlichung mit vier Bonus-Titeln) (Rounder) 1998
- You Gotta Be Loose (Live-Album) (Rounder) 1998
- Ridin’ in My Car (Wiederveröffentlichung von All Hopped Up mit bis dahin unveröffentlichten Titeln) 1999
- NRBQ (Auch als „The Yellow Album“ bekannt) (Rounder) 1999
- Scraps (Wiederveröffentlichung, remastered, mit drei Bonus-Titeln) (Rounder) 2000
- Scraps Companion (15 Titel aus einer Radio-Show aus Memphis, 1972 und sechs Outtakes aus den Scraps-Sessions) (Edisun) 2000
- Atsa My Band (Edisun) 2002
- Live from Mountain Stage (Live-Aufnahmen aus der Mountain Stage Radio-Show) (Blue Plate) 2002
- Live at the Wax Museum (Bis dahin unveröffentlichtes Konzert von 1982) (Edisun) 2003
- Dummy (Edisun) 2004
- Transmissions (DoCD Japan-exklusive Compilation mit 40 % unveröffentlichtem Material) (Caraway) 2004
- Froggy’s Favorites Vol. 1 (Compilation mit bis dahin unveröffentlichten Live-Titeln 1979–1999) (Edisun) 2006
- Ludlow Garage 1970 (Bis dahin unveröffentlichtes Konzert von 1970) (Sundazed) 2006
- Christmas Wish – Deluxe Version (Clang) 2007
- Keep This Love Goin` (Big Notes) 2011
- We Travel the Spaceways (Live-Album) (Big Notes) 2012
- Brass Tracks (Clang Records / In Deutschland Staatsakt) 2014
- Live at My Father's Place (2014)

## NRBQ Coverversionen
- Ridin’ in My Car – She & Him
- Me & The Boys – Bonnie Raitt
- Me & The Boys – Dave Edmunds

Tribute album: The Q People – A tribute to NRBQ (u. a. Steve Earle, Mike Mills, Bonny Raitt, J. Mascis, Los Lobos, Yo La Tengo)
[2004]